# Emmett Brown

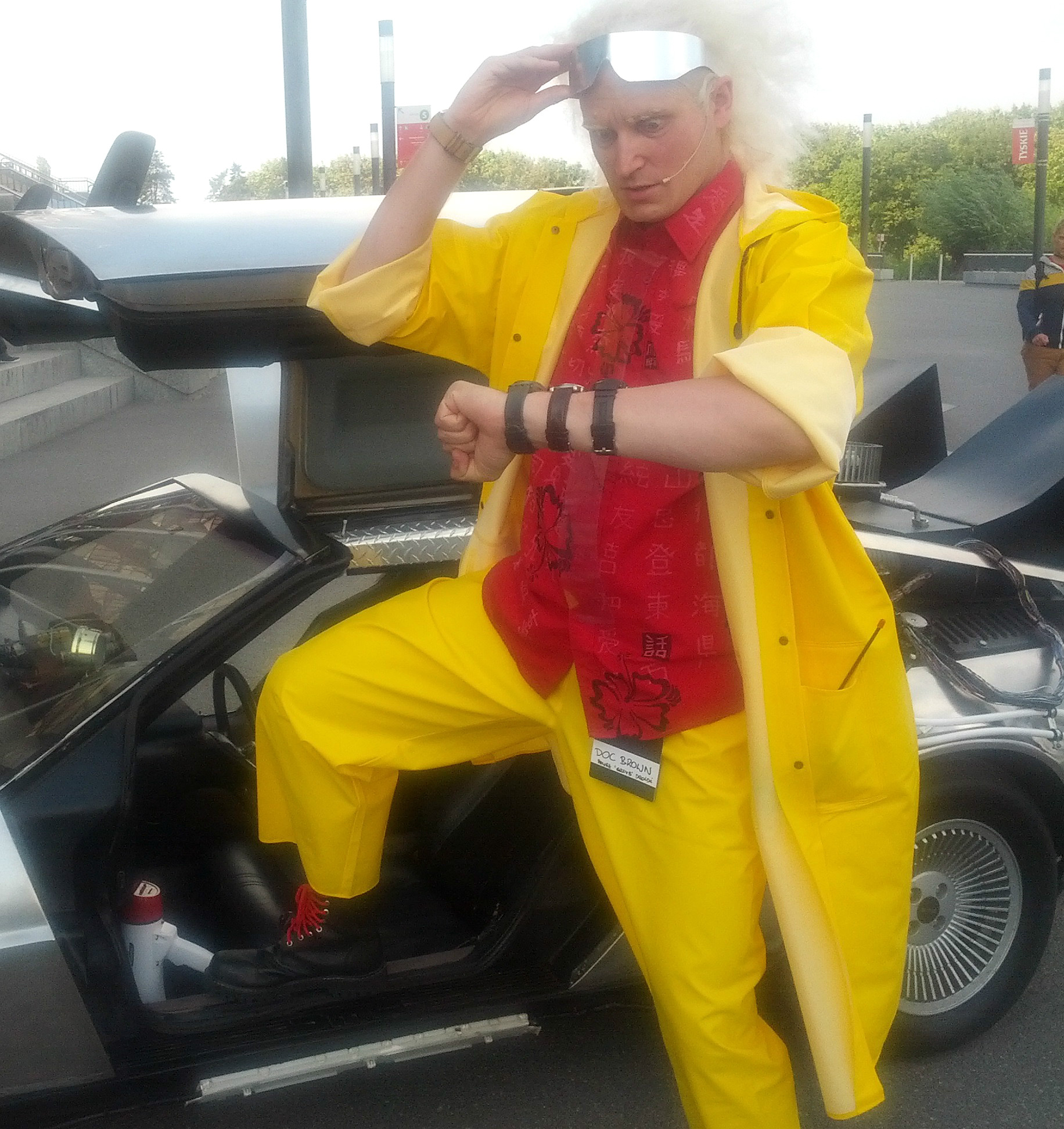
Doktor Emmett Brown wysiadający z samochodu-wehikułu czasu (cosplay)

Doktor Emmett Lathrop Brown – fikcyjny bohater z filmowej trylogii Powrót do przyszłości. Jest jedną z głównych postaci filmu, w którą wcielił się aktor Christopher Lloyd. W filmie jest on genialnym wynalazcą i konstruktorem pierwszego na świecie wehikułu czasu, którego zrobił ze sportowego DeLoreana. Jego wygląd i zachowanie są luźno wzorowane na Leopoldzie Stokowskim i Albercie Einsteinie.

## Życiorys

### Pochodzenie
W filmowej trylogii nie ma zbyt wielu informacji o pochodzeniu doktora, jego młodości czy rodzinie, jednak pewną wiedzę na ten temat dostarczają wstępne szkice scenariusza oraz serial animowany. Dzięki temu wyjaśniło się, że jego drugie imię to Lathrop i pochodzi ono od nazwiska jego matki, która nazywała się Sarah Lathrop. Wiadomo też, że jej rodzina mieszkała w Hill Valley od co najmniej 1880 roku, miała brata Abrahama i często bawiła się szmacianą lalką, którą nazywała Emma (to sugeruje że nazwała swojego syna po lalce). Z kolei rodzina od strony jego ojca przybyła do miasta w 1908 r. i nazywała się Von Braun. Jednak po wybuchu I wojny światowej zmienili nazwisko na Brown, prawdopodobnie z powodu panujących wówczas antyniemieckich nastrojów. Pochodzili przypuszczalnie z Cesarstwa Niemieckiego lub Austro – Węgier.

### Młodość
Z serialu animowanego wynika, że doktor urodził się na początku lat 20. (najpewniej w 1920 r.) w Hill Valley. W wieku 11 lat zaczął czytać książki Juliusza Verne’a, który od razu stał się jego ulubionym pisarzem. Od tego momentu zdecydował, że chce poświęcić swoje życie nauce. Z zarysu wstępnego scenariusza wynika jednak, że zainteresował się nauką, kiedy włożył palec do gniazdka elektrycznego. W wieku około dwunastu lat, pod wpływem przeczytanej powieści Podróż do wnętrza Ziemi, próbował dokopać się do jej środka. Gdy poszedł do college’u zamieszkał ze współlokatorem o imieniu Wisdom, który ukradł mu jego pomysł, żeby wygrać konkurs naukowy. Reżyser i współscenarzysta całej trylogii Robert Zemeckis, wspomniał, że na początku lat 40. doktor pracował przy Projekcie Manhattan. Chociaż w żadnej części filmu o tym nie wspomniano, to wyjaśniałoby jego wiedzę na temat fizyki jądrowej i plutonu, oraz to dlaczego libijscy terroryści chcieli, żeby skonstruował im bombę atomową.
W latach 50. pracował jako profesor fizyki na Uniwersytecie Hill Valley. W tym samym czasie odziedziczył po rodzinie także sporą fortunę. To pozwoliło mu na finansowanie kosztownych projektów oraz zamieszkanie w okazałej posiadłości przy 1640 Riverside. Na początku pierwszego filmu widać oprawioną w ramkę gazetę Hill Valley Telegraph z datą 2 sierpnia 1962, oraz nagłówkiem „Rezydencja Browna zniszczona”. Dom doszczętnie spłonął prawdopodobnie dzień wcześniej, więc doktor sprzedał jego resztki deweloperom, a sam zamieszkał w garażu, gdzie urządził swoje laboratorium. Pojawiły się pogłoski, że umyślnie go podpalił, żeby otrzymać pieniądze z ubezpieczenia i sfinansować budowę wehikułu czasu, gdyż większość rodzinnej fortuny już wydał.
Po tym wydarzeniu został „naukowcem do wynajęcia” i zarabiał na życie jako złota rączka, naprawiając ludziom różne rzeczy. Na furgonetce, wewnątrz której sprowadza DeLoreana do centrum handlowego, widnieje reklama jego usług: „Dr. E. Brown Enterprises: 24 Hr. Scientific Services”.
W latach 80. poznał Marty’ego McFlya, swojego najlepszego przyjaciela. Filmy nie pokazują w jakich okolicznościach się spotkali, jednakże we wstępnym szkicu scenariusza do pierwszego filmu, Doc w 1983 r. miał przyjść pewnego dnia do garażu Marty’ego i zaoferować mu pięćdziesiąt dolarów, piwo i kolekcję swoich nagrań za posprzątanie garażu. Takiej wersji nie uznaje jednak większość fanów. Z kolei według innej wersji twórców trylogii Boba Zemeckisa i Boba Gale’a wynika, że bohaterowie poznali się, kiedy doktor chodził od drzwi do drzwi sąsiadów i szukał pomocnika do swojego laboratorium.

### Wehikuł czasu
Na pomysł zbudowania wehikułu czasu, doktor wpadł 5 listopada 1955 r., kiedy to chcąc powiesić zegar w łazience wszedł na sedes, poślizgnął się, uderzył głową w zlew i wymyślił kondensator strumienia. Urządzenie, które umożliwia podróże w czasie. Prace nad wehikułem skomplikował pożar domu, który wybuchł przypuszczalnie w środę 1 sierpnia 1962 r. Choć nie był do końca pewien czy urządzenie zadziała (większość jego wcześniejszych wynalazków trudno uznać za udane), to postanowił poświęcić wiele lat, by stworzyć dzieło swojego życia.
W końcu w 1985 r. po trzydziestu latach wehikuł został ukończony. Doktor zrobił go z samochodu DeLorean a do zasilenia obwodów czasowych i kondensatora strumienia użył plutonu, który dostał o libijskich terrorystów w zamian za bombę, którą miał im skonstruować, oszukał ich jednak dając im atrapę wypchaną śrubkami.

## Powrót do przyszłości

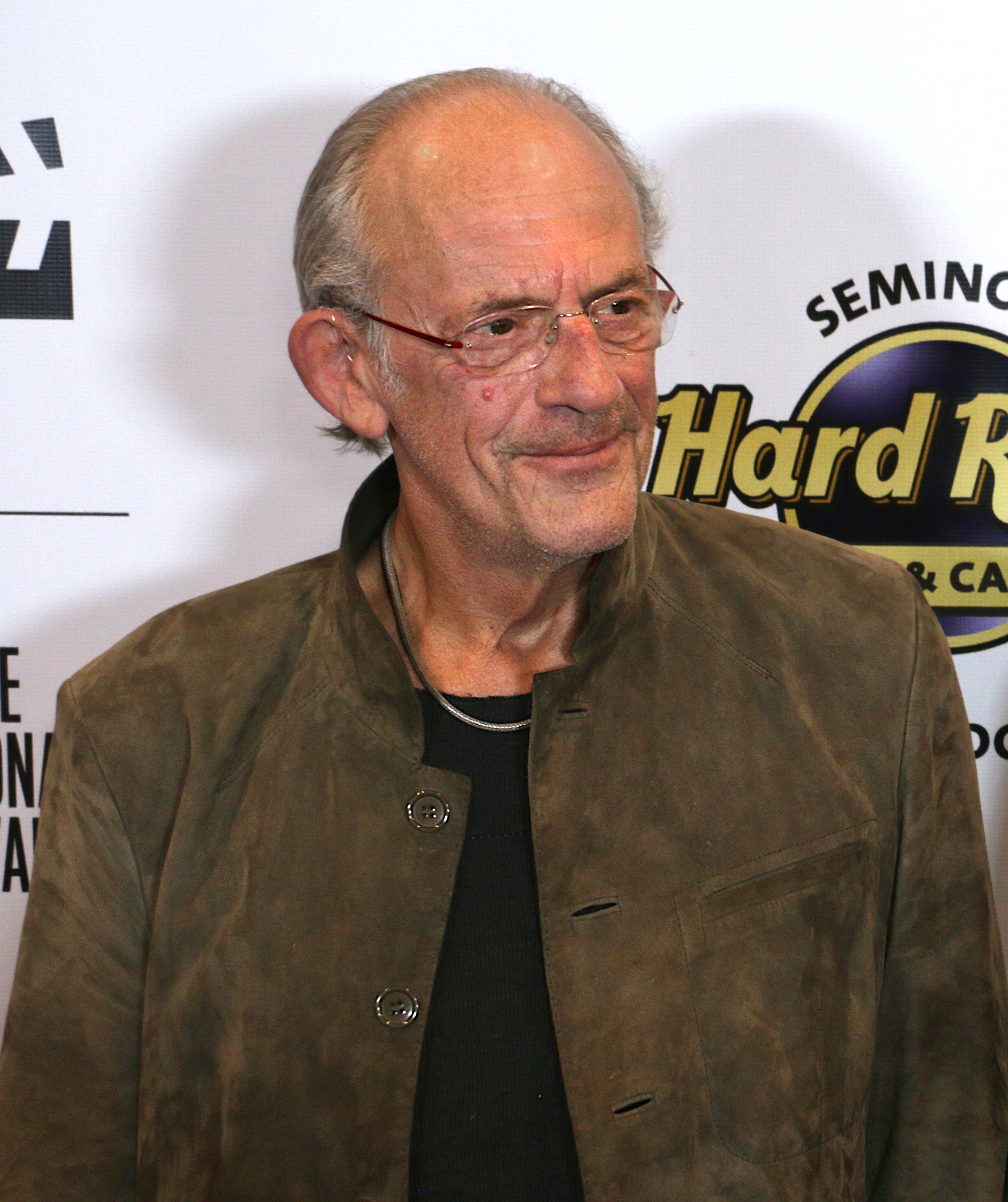
Christopher Lloyd – odtwórca roli Emmetta Browna

### W pierwszej części
26 października 1985 r. doktor Brown wraz ze swoim przyjacielem Martym, przeprowadza eksperyment z wehikułem czasu. Wszystko idzie dobrze do momentu pojawienia się libijskich terrorystów, którzy zabijają doktora. Marty uciekając przed nimi wsiada do wehikułu i przenosi się do roku 1955. Tam poznaje swoich rodziców z czasów szkolnych, a przy okazji przypadkowo zmienia bieg ich historii. By ją naprawić i wrócić do 1985 r. postanawia odnaleźć doktora Browna i namówić go do pomocy. Doc początkowo nieufnie podchodzi do przybysza, ale gdy słyszy od niego w jakich okolicznościach wymyślił kondensator strumienia, zmienia zdanie i decyduje się mu pomóc. Ostrzega go jednak, by nie ingerował w historię, gdyż może to przynieść katastrofalne skutki. Chcąc odesłać chłopaka do właściwego czasu, wpada na pomysł wykorzystania do tego celu pioruna. Marty pomimo ostrzeżeń postanawia ocalić doktora w przyszłości i wsuwa mu do kieszeni płaszcza list, jednak Doc nie chcąc o niczym wiedzieć, niszczy wiadomość, drąc ją na kawałki. Po powrocie do 1985 roku, Marty znów widzi jak terroryści zabijają Emmetta, ale okazuje się, że doktor nadal żyje, gdyż posklejał wiadomość i założył kamizelkę kuloodporną.

### W drugiej części
Doktor Brown przenosi Marty’ego i jego dziewczynę do roku 2015, gdzie muszą zapobiec tragedii rodzinnej, która ma dotknąć ich dzieci. Biff kradnie wehikuł czasu i przekazuje swojemu odpowiednikowi z roku 1955, wyniki rozgrywek sportowych, dzięki którym staje się milionerem. Gdy Marty i doktor wracają do roku 1985, zastają Hill Valley przekształcone w centrum hazardu i walk gangów ulicznych. Aby naprawić linię czasu, Marty i doktor wracają do roku 1955, by odebrać Biffowi almanach z wynikami. Gdy już go zdobywają i mają wracać do swoich czasów, w wehikuł kierowany przez doktora uderza piorun i przenosi go do roku 1885. W chwilę po jego zniknięciu Marty otrzymuje od niego list, wyjaśniający co się z nim stało i instrukcję jak naprawić ukryty na odludziu wehikuł.

### W trzeciej części
Marty dowiaduje się, że w 1885 r. doktor zostanie zastrzelony przez Buforda Tannena. Postanawia odmienić bieg wydarzeń i z pomocą doktora Browna z 1955 r. przenosi się w przeszłość. Doktor na wieść o grożącej mu śmierci, decyduje się wrócić z Martym do roku 1985 i ostatecznie zniszczyć wehikuł. Podróż w czasie wymaga jednak rozpędzenia samochodu do odpowiedniej prędkości, co nie jest łatwe w realiach Dzikiego Zachodu. W międzyczasie zmieniają bieg historii i ratują życie miejscowej nauczycielce, której powóz miał wpaść w przepaść. W ten sposób doktor poznaje Clarę Clayton, w której się nieoczekiwanie zakochuje.

### W serialu animowanym
Serial przedstawia dalsze losy głównych bohaterów po zakończeniu filmowej trylogii. Doktor wraz z żoną Clarą oraz dziećmi Juliuszem i Vernem, mieszka w Hill Valley gdzie zajmuje się konstruowaniem nowych wynalazków. Często podróżuje też w czasie ze swoją rodziną i przyjacielem Martym odkrywając wiele ciekawych rzeczy o swoich przodkach i przyszłości.

## Back to the Future: The Ride
W 1991 r. w Orlando otworzono pierwszy The Ride, czyli atrakcję turystyczną, dzięki której widzowie mogli odbyć niezwykłą podróż w czasie. Chociaż The Ride nie należy do kanonu filmów, to z jej historii wynika, że gdy doktor wraz z rodziną powrócił do XX wieku założył Instytut Technologii Przyszłości. A kiedy Biff ponownie ukradł wehikuł czasu, doktor zmodyfikował DeLoreana tak, by pomieścił osiem osób. Dzięki temu widzowie mogli ruszyć wraz z doktorem w pościg za Biffem przemierzając czas. Obecnie większość tych atrakcji jest już zamkniętych, ale jedna z ostatnich działa jeszcze w Japonii. W miasteczku Universal Studios w Hollywood, w jej miejsce stworzono The Simpsons Ride.